# 白俄罗斯苏维埃社会主义共和国最高苏维埃
白俄罗斯苏维埃社会主义共和国最高苏维埃（白俄羅斯語： 俄语：）是苏联白俄罗斯苏维埃社会主义共和国自1938年至1991年间的最高立法机构，前身为全白俄罗斯苏维埃代表大会（1919年至1938年间）及其中央执行委员会（1920年至1938年间）,1941年间曾短暂解散，苏德战争后于1947年重建。1991年苏联解体后，白俄罗斯最高苏维埃取代其职能。1996年白俄罗斯国民议会成为该国最高立法机构。

## 历任最高苏维埃主席
- 娜杰日达·格列科娃（1938年7月25日—1947年3月12日）
- 瓦西里·科兹洛夫（1947年3月12日—1948年3月17日）
- 叶夫根尼·布加耶夫（1948年3月17日—1949年4月14日）
- 约瑟夫·贝尔斯基（1949年4月14日—1955年3月28日）
- 季莫菲·戈尔布诺夫（1955年3月28日—1963年3月28日）
- 瓦西里·绍罗（1963年3月28日—1965年12月22日）
- 叶夫根尼·斯库尔科（1965年12月22日—1971年7月15日）
- 伊万·沙米亚金（1971年7月15日—1985年3月28日）
- 伊万·瑙缅科（1985年3月28日—1990年5月15日）
- 尼古拉·杰缅捷伊（1990年5月18日—1991年8月25日）
- 斯坦尼斯拉夫·舒什克维奇（1991年9月18日—1994年1月26日）

1. ↑  直到1990年5月